# Austrolentinus tenebrosus
Austrolentinus là một chi nấm thuộc họ Polyporaceae. Là một chi đơn loài, nó chứa loài duy nhất Austrolentinus tenebrosus.